# Karel Schwarzenberg
Knez Karel Schwarzenberg, češki politik, * 10. december 1937, Praga - 11. november 2023, Dunaj.
Dva mandata je bil minister za zunanje zadeve Češke (2007-09 in 2010-13); prav tako je bil senator (od 2004) in poslanec ter kandidat za predsednika Češke.